# Флаг Прилук
Флаг Прилук (укр. Прапор Прилук) — официальный символ города Прилуки Черниговской области Украины. Представляет собой прямоугольное шелковое полотнище зелёного цвета с соотношением сторон 2:3, с двусторонним изображением святого Георгия на белом коне, который левой рукой поражает копьем поверженного змея, а в правой держит голубой щит с золотой головой быка, пронизанного золотой саблей, по углам полотнища изображены крылатые головки херувимов, по краю золотистая окантовка.
Флаг Прилук утверждён решением 19 сессии городского совета 23 созыва.